# Notre Terre
Notre Terre (ukrainien: Наш край) est un parti politique ukrainien, fondé en 2011 sous la dénomination Parti du Bloc.

## Histoire
Le parti a été créé et enregistré le 23 août 2011 sous la dénomination « Parti du Bloc ». Le 24 décembre 2014, il change de nom pour s'appeler « Notre Terre ».
La plupart des représentants du parti étaient membres du Parti des régions.
En septembre 2015 il revendique que 62 maires ont rejoint le parti. Cela inclut les maires de Mykolaïv, Tchernihiv et Marioupol.
Le parti présente 5 000 candidats sur des listes aux élections locales ukrainiennes de 2015. L'ancien maire de Kiev, Volodymyr Makeyenko (en), est à nouveau candidat pour le parti.

### Élections locales
| Année | %    | Élus         | Rang |
| ----- | ---- | ------------ | ---- |
| 2020  | 4,46 | 1892 / 42501 | 6e   |